# David Colander
David Charles Colander (16 de noviembre de 1947) es un economista estadounidense, profesor en la cátedra de Economía Christian A. Johnson en Middlebury College. Conocido por sus estudios sobre la propia profesión y la socioeconomía, de sus libros La realización de un economista y su posterior edición, La realización de un economista, Redux, se ha dicho que son "una lectura esencial para los futuros estudiantes de posgrado". Autor de más de 35 libros y 100 artículos sobre una amplia variedad de temas, ha profundizado en aspectos colaterales de la complejidad de la economía. Su último trabajo se centra en la educación económica y la metodología adecuada para aplicar una política de la economía.

## Biografía
Colander obtuvo el doctorado Ph D. por la Universidad de Columbia y ha enseñado en distintos centros universitarios, como la Universidad de Columbia, el Vassar College de la Universidad de Miami, la Universidad de Princeton o Middlebury College. En el período 2001-2002 fue el profesor de la Cátedra Kelley en la Universidad de Princeton. Ha sido presidente de la Eastern Economic Association y de la Sociedad de Historia del Pensamiento Económico y está, o ha estado, en el Consejo de redacción de numerosas revistas, como la Revista de Perspectivas Económicas o la Revista de Educación Económica. en el año 2017 recibió El John R. Commons Premio de Omicron Delta Epsilon, la economía de la sociedad de honor.